# 馬蓋先 (2016年電視劇)
《馬蓋先》（英語：MacGyver）是一部於CBS頻道播出的美國電視劇，為ABC頻道電視劇《馬蓋先》（1985年至1992年）的重拍版。本劇於2016年9月23日首播。
2016年10月17日，CBS將第一季增加集數至22集，第二季於2017年9月29日播出。2018年4月，本劇續訂了第三季，並於2018年9月28日首播。2019年5月，本劇續訂第四季，並於2020年2月7日首播。
CBS於2021年4月上旬宣布，本劇第五季結束之後將不再繼續，4月30日為本劇最後一集。

## 劇情
故事敘述隸屬美國政府秘密機構的馬蓋先（盧卡斯·提爾 飾）擁有過人的天賦，時常利用臨危不亂的態度和豐富的科學知識來解決各種危機。

## 演員簡表
| 演員                      | 角色                                                | 首次登場    |
| 喬治·伊茲                 | 林肯（Lincoln）                                     | 被刪去      |
| 喬舒亞·布恩               | 甘納（Gunner）                                      | 被刪去      |
| 艾迪生·提姆林             | 米奇（Mickey）                                      | 被刪去      |
| 楊雅慧                    | 特務克羅斯（Agent Croix）                           | 被刪去      |
| 盧卡斯·提爾               | 安格斯·馬蓋先（Angus "Mac" MacGyver）               | 第1季第1集  |
| 特蕾西·斯皮里達科斯       | 妮姬·卡彭特（Nikki Carpenter）                      | 第1季第1集  |
| 喬治·伊茲                 | 傑克·道爾頓（Jack "Wyatt" Dalton）                  | 第1季第1集  |
| 何家蓓                    | 派翠西婭·桑頓（Patricia "Patti" Thornton）          | 第1季第1集  |
| 賈斯汀·海爾斯             | 威爾特·博澤（Wilt "Boze" Bozer）                    | 第1季第1集  |
| 特里斯汀·梅斯             | 萊莉·戴維斯（Riley "Riles" Davis）                  | 第1季第1集  |
| 艾美·艾克                 | 莎拉·阿德勒（Sarah Adler）                          | 第1季第2集  |
| 艾娜・杜勞                | 安迪·李（Andie Lee）                                | 第1季第2集  |
| 比安卡·馬利諾夫斯基       | 潘妮·柏加（Penny Parker）                           | 第1季第4集  |
| 埃莫森·布魯克斯           | 查利·羅賓森（Charlie Robinson）                     | 第1季第6集  |
| 羅伯·賽巴斯汀             | 阿爾弗雷德·佩納（Alfred Pena）                      | 第1季第6集  |
| 佐伊·史密斯（Zoe Smith）  | 安娜貝拉·佩納（Annabella Pena）                     | 第1季第6集  |
| 大衛·達斯馬齊連           | 魔多克（Murdoc）                                    | 第1季第8集  |
| 邁克爾·米歇爾             | 黛安·戴維斯（Diane Davis）                          | 第1季第11集 |
| 梅莉蒂絲·伊頓             | 瑪蒂爾達·韋伯（Matilda "Matty" Webber）             | 第1季第13集 |
| 蘭斯·格羅斯               | 比利·科爾頓（Billy Colton）                         | 第1季第16集 |
| 雪莉·李·拉爾夫            | 科爾頓媽媽（Mama Colton）                           | 第1季第16集 |
| 艾莉·蜜雪卡               | 羅莎蓮·馬洛里（Rosalyn "Franklin/Frankie" Mallory） | 第1季第19集 |
| 凱特·邦德                 | 吉兒·摩根（Jill Morgan）                            | 第1季第20集 |
| 伊莎貝拉·盧卡斯           | 薩曼莎·凱（Samantha Cage）                          | 第2季第1集  |
| 安東尼·史塔克             | 亨利·費萊徹（Henry Fletcher）                       | 第2季第4集  |
| 海金·凱-卡辛              | 所羅門（Solomon）                                   | 第2季第6集  |
| 威廉·鮑德溫               | 埃爾伍德·戴維斯（Elwood Davis）                     | 第2季第8集  |
| 蘿倫·維萊斯               | 卡桑德拉·格洛弗（Cassandra Glover）                 | 第2季第8集  |
| 芮恩·艾德華斯             | 琳娜·馬丁（Leanna Martin）                          | 第2季第8集  |
| 艾咪·史瑪特               | 道恩（Dawn）                                        | 第2季第14集 |
| 麥可·德·巴瑞斯            | 尼古拉斯·赫爾曼（Nicholas Helman）                  | 第2季第15集 |
| 布雷迪·邦德（Brady Bond） | 卡西安（Cassian）                                   | 第2季第15集 |
| 塔特·多諾萬               | 詹姆斯·馬蓋先（James "Jimmy" MacGyver）             | 第2季第23集 |
| 思邦吉樂·畝蘭伯           | 納莎（Nasha）                                       | 第3季第1集  |
| 布倫丹·海因斯             | 伊桑·雷恩斯（Ethan Raines）                         | 第3季第7集  |
| 梨薇·陳                   | 德斯蕾·阮（Desiree "Desi" Nguyen）                  | 第3季第15集 |
| 彼得·威勒                 | 艾略特·梅森（Elliot Mason）                         | 第3季第22集 |
| 亨利·伊安·庫斯克          | 羅素·泰勒（Russell "Russ/Rusty" Taylor）            | 第4季第1集  |
| 李奧納多·南               | 奧布里·瓊斯（Aubrey Jones）                         | 第4季第2集  |
| 安柏·史凱·諾伊斯          | 絲卡樂（Scarlett）                                  | 第4季第8集  |
| 潔麗·雷恩                 | 格溫多琳·海斯（Gwendolyn "Titan/Gwen" Hayes）       | 第4季第8集  |
| 斯科蒂·湯普森             | 艾倫·馬蓋先（Ellen MacGyver）                       | 第4季第10集 |
| 查克·麥葛溫               | 拉蒙（Ramon）                                       | 第4季第12集 |
| 托賓·貝爾                 | 利蘭（Leland）                                      | 第4季第13集 |
| 喬·潘托里亞諾             | 埃里克·安德魯斯（Eric "General Ma" Andrews）        | 第5季第3集  |

## 角色簡介

### 主角
安格斯·馬蓋先（Angus "Mac" MacGyver，演員:盧卡斯·提爾)
鳳凰基金會(舊稱外服部)職員，麻省理工大學輟學生，前美軍爆炸品處理專家，美國西部理工大學榮譽理學士(於第3季第3集末獲授)
生於1990年3月23日，負AB型血。
5歲時喪母，10歲時父親離家，此後與祖父在加州米申市相依，並結交博澤一家。與威爾特友情深厚，並一同上初中。
曾入讀麻省理工大學兩年，後輟學並參軍，成為爆炸品處理專家。曾被派到阿富汗，並認識了傑克且成為搭擋。起初兩人互相鄙視，後來開始產生兄弟情。
回國後被外服部招募，再次與傑克成為搭擋，並與分析員妮姬成為小組，在主任派翠西婭手下工作
精通物理、化學、生物和工程，以及多國語言(包括意大利語、德語)，喜歡把玩迴紋針，並經常攜帶一把瑞士軍刀(原為祖父所送，於第2季第13集被猴子搶走，同集末被傑克贈予新軍刀)
理性思考、和平主義者，在劇中沒有開過一槍(除了在第5季第15集因被納米機械操控而射擊標靶)
畏高、廚藝欠佳，衣著和生活品味比較落伍。對外身份為智囊團成員，朋友或熟人主要稱呼他為「小麥(Mac)」。
於第1季第1集被槍擊，並休息3個月，後揭發妮姬勾結恐怖組織，因而追捕妮姬，於同集末為外服部改名為鳳凰基金會(Phoenix Foundation，寓意浴火重新)
於第1季第8集被魔多克追殺，繼而被威爾特得知其身份
於第1季第12集得知妮姬為CIA臥底，後一同揭發派翠西婭為恐怖組織內奸
於第1季第21集與傑克一同尋找父親的下落，但由於魔多克逃獄，改為與傑克追捕魔多克
於第2季第23集得知父親為外服部和鳳凰基金會監督，並一直監視和操縱其人生決定。因對父親的不信任而離開鳳凰基金會，並前往尼日利亞
於第3季第1集因傑克而回歸鳳凰基金會，並於第3季第2集為追捕魔多克而留下
於第3季第22集後由於鳳凰基金會被艾略特滲透和破壞，鳳凰基金會被撤資和關閉，繼而成為大學教師，並與德斯蕾短暫交往
於第4季第1集被羅素召集和參與重啟鳳凰基金會
傑克·道爾頓（Jack "Wyatt" Dalton，即台灣舊譯的賈·大頓，演員:喬治·伊茲)
鳳凰基金會(舊稱外服部)職員，前三角洲部隊成員，前CIA特務
生於1967年2月3日，美國德州人，負O型血。
前三角洲部隊成員，在中東地區遊走，由於長年經歷戰爭和殺戮，曾一度出現情緒問題。
曾被派到阿富汗，並認識了安格斯且成為搭擋。起初兩人互相鄙視，後來開始產生兄弟情
回國後被外服部招募，再次與安格斯成為搭擋，並與分析員妮姬成為小組，在主任派翠西婭手下工作
精通射擊和戰略，以及多國語言(包括西班牙語、法語、俄語和荷蘭語)。喜歡布斯韋利士電影和Willie Nelson音樂。經常提起安格斯如果用口香糖(實為包裝箔紙)和電池拆彈
曾與萊莉的母親黛安約會，其對萊莉猶如父親。後因萊莉的父親虐打黛安，因而暴打萊莉的父親。由於認為不會被萊莉諒解，繼而黯然離開
在CIA時期成為瑪蒂爾達的下屬，後因在車臣執行任務時發生事故，兩人總有一些隔閡。同時與莎拉搭擋，在白羅斯執行任務時兩人一同殺出重圍，並趕上見其父親最後一面，因此非常感激莎拉
個性率直，擁有精準直覺。對外身份為浴室瓷磚銷售員，後為智囊團成員。
於第3季第14集因參與追捕東歐跨國罪犯泰比留·科瓦奇而離開鳳凰基金會，並於臨別前安排德斯蕾充當安格斯的新搭擋
於第5季第5集在追捕泰比留的突擊行動中被殺，於追捕行動中在克羅地亞為鳳凰基金會留下線索，告訴安格斯等人泰比留的真正身份
威爾特·博澤（Wilt "Boze" Bozer，演員:賈斯汀·海爾斯)
生於美國米申市，安格斯的兒時玩伴，陪伴安格斯至初中。
擁有豐富的工作經驗和街頭智慧，曾擔任會計文員、快餐廚師、球隊吉祥物、快遞員和獨立電影製作人。
與安格斯同居，但一直認為安格斯只是在智囊團工作，並不知道外服部和鳳凰基金會的秘密
性格樂天、具有開心果和討喜屬性。廚藝了得，善於製作模型、義肢和假面具。朋友或熟人主要稱呼他的姓氏。
於第1季第1集認識萊莉，並開始展開追求，後無疾而終
於第1季第8集得知安格斯的身份
於第1季第9集被鳳凰基金會召募為技術員
於第1季第17集執行第一個外派任務
於第2季第8集被瑪蒂爾達送往接受特訓，並認識琳娜
於第2季第9集向琳娜談及弟弟之死
於第2季第10集完成特訓並與琳娜交往
於第3季第22集後由於鳳凰基金會被艾略特滲透和破壞，鳳凰基金會被撤資和關閉，繼而成為獨立電影製作人，並用盡全力推出新獨立電影「愛+槍+死(Love+Gun+Die)」
於第4季第1集被安格斯和羅素召集和參與重啟鳳凰基金會，但仍然製作「愛+槍+死」
於第5季第10集被魔多克和羅素告知琳娜的死訊
萊莉·戴維斯（Riley "Riles" Davis，演員:特里斯汀·梅斯)
電腦黑客，網名「阿提密斯37(Artemis37)」
因母親約會而認識傑克，並把傑克視作父親。
後得知傑克暴打其生父並黯然離開，因而對傑克心灰意冷(不是因為傑克暴打其生父，而是因為傑克已經像是親生父親那麼親密，卻一走了之)
多年後變得反叛並成為黑客，先是因好奇而黑入五角大樓，後加入黑客組織「神秘社團(The Collective)」並得益
直至被要求黑入美國國安局才拒絕。即使被以其母親的安全威脅，不但為母親安排新身份和新住址，還特意在黑入美國國安局時留下證據，以此被捕
在假釋前已在最高設防監獄服刑兩年
性格火爆，但偶爾會顯露軟弱的一面，談及關於資訊科技的話題時可以滔滔不絕
後期對安格斯有好感
於第1季第1集認識安格斯、派翠西婭和威爾特，以及重遇傑克，並獲釋以協助安格斯
於第1季第2集以在鳳凰基金會工作為名，獲得有條件假釋
於第1季第11集被神秘社團以其母親的生命威脅，黑入美國國安局並偷取數據。後得鳳凰基金會協助，才使神秘社團的陰謀被搗破，神秘社團也被瓦解，並救下其母親
於第1季第21集與「奧姆納斯」的特工丹尼爾·霍恩搶槍時誤殺對方，因而留下心理陰影，後因傑克的開解而康復
於第2季第8集重遇其生父埃爾伍德，並開始與埃爾伍德重修關係
於第3季第22集後由於鳳凰基金會被艾略特滲透和破壞，鳳凰基金會被撤資和關閉，繼而在電腦店舖當店員，並與男朋友奧布里同居
於第4季第1集被安格斯和羅素召集和參與重啟鳳凰基金會，並辭去店員一職
派翠西婭·桑頓（Patricia "Patti" Thornton，演員:何家蓓)
鳳凰基金會(舊稱外服部)主任，安格斯、傑克等人的上司
性格冷酷、沒有幽默感，充滿神秘感，平日只准人稱呼其姓氏
對待安格斯、傑克比較寬鬆，指揮上比較被動，經常與安格斯、傑克等人在前線工作
於第1季第12集被揭發為恐怖組織內奸，外號「蝶蛹(Chrysalis)」
於第1季第17集試圖陷害安格斯等人不果，反被加控恐怖活動
瑪蒂爾達·韋伯（Matilda "Matty" Webber，演員:梅莉蒂絲·伊頓)
鳳凰基金會主任，安格斯、傑克等人的上司
前CIA特務，對CIA瞭如指掌，並在CIA擁有大量人脈
擁有卓越的指揮和談判能力，做事狠手，因而被稱為「匈奴瑪蒂(Matty the Hun)」
在CIA時期成為傑克的上司，後因在車臣執行任務時發生事故，兩人總有一些隔閡。
在工作上雷厲風行，但同時也是對下屬開明的上司。外表充滿威嚴，但內裡私人感情豐富。
一直為暗中為安格斯提供其父親的線索，及後極力調和安格斯父子的關係
於第1季第13集末正式出任鳳凰基金會主任
於第3季第22集後由於鳳凰基金會被艾略特滲透和破壞，鳳凰基金會被撤資和關閉，曾表示不會再涉足情報行業，並成為演講家
於第4季第1集被安格斯和羅素召集和參與重啟鳳凰基金會，並再次成為安格斯等人的直屬上司
薩曼莎·凱（Samantha Cage，演員:伊莎貝拉·盧卡斯)
CIA特務，前澳洲特種空軍部隊第四中隊成員，後加入鳳凰基金會
審訊和測謊專家
精通搏擊、射擊和戰略，以及多國語言(包括阿拉伯語)。
舉止成熟穩重，一身神秘氣息，對自己的秘密保護有加，曾向安格斯透露自己畏水。
有一個姊妹，「薩曼莎·凱」可能是假名
於第2季第1集向瑪蒂爾達求助，以救出舊同僚，於同集末被CIA解僱，並隨即被鳳凰基金會聘請
於第2季第11集末被魔多克槍擊入院，後康復
於第2季第13集向眾人透露會回到澳洲養傷，並表示希望眾人可以拿下魔多克
魔多克（Murdoc，即台灣舊譯的瘋狗老莫，演員:大衛·達斯馬齊連)
職業殺手，前軍人，後受雇於組織—奧姆納斯
原名丹尼斯(Dennis)，魔多克(Murdoc)據說是其中一個被他所殺的人之名，並擁有多個身份，極其狡詐
卡西安的生父，即使殺人無數，依然在卡西安的面前扮演普通父親
尼古拉斯的徒弟，後因殺害尼古拉斯的妻子而與其反目成仇
於第1季第8集追殺安格斯等人，並向威爾特暴露鳳凰基金會的真相；後反被安格斯等人捕獲，因而成為鳳凰基金會的宿敵
於第1季第20集與奧姆納斯裡應外合，把奧姆納斯成員以囚犯的方式引進鳳凰基金會，伺機奪得生化武器
於第1季第21集把僱傭兵傑森送進鳳凰基金會，以配合奧姆納斯成員的計劃，後失敗；於同集末假死以逃離監獄
於第2季第4集開始自行組織殺手集團，並擄獲亨利為首位成員
於第2季第11集槍傷薩曼莎
於第2季第15集被以亨利為首的殺手集團挾持，並被他們以其與鳳凰基金會交易，及後與安格斯和傑克一同被尼古拉斯追殺，並反殺尼古拉斯；雖然及後被鳳凰基金會，卻於同集末攜同卡西安一同逃亡，並殺死亨利

## 用語
鳳凰基金會(Phoenix Foundation)
表面上是一個智囊團，實為美國政府旗下的一個情報機構，與CIA關係比較密切。舊稱包括外服部(DXS)、特工隊(OPI)，據詹姆斯所說自二戰時期已經存在，旨在把科學家和士兵組合作戰的組織。於第1季第1集從外服部易名為鳳凰基金會。於第3季第22集後由於鳳凰基金會被艾略特滲透和破壞，鳳凰基金會被撤資和關閉。於第4季第1集被羅素買下並重啟，於第4季第2集取回政府情報權限。於第5季第15集，在羅素和瑪蒂爾達的主導下，與政府解除公營關係，並達至完全自治。
組織(The Organization)
真名為「奧姆納斯(Omnus)」，屬於犯罪和恐怖組織。於第1季第1集起與外服部(鳳凰基金會)爭奪一種史前病毒製生化武器。於第1季第21集，由於大量僱用兵被鳳凰基金會逮捕，加上安格斯暗中把生化武器拋棄於格陵蘭深淵，因而受到沉重的打擊。
拉歐拉集團(La Ola Cartel)
墨西哥販毒集團，於第2季第11集起與鳳凰基金會出現交集。於第2季第23集，由於被安格斯等人搗破其中一個製毒工場，因而與鳳凰基金會結怨，但沒有針對性的反擊行動。於第3季第5集，由於路易斯等集團領袖的死亡，因而動向不明。
法典會(Codex)
龐大的科研集團，主要以暴力和血腥手段減少人類數目，以保存人類文明和社會。於第4季第4集起被羅素和安格斯得悉，並於期後與鳳凰基金會不斷競爭。於第4季第13集因被鳳凰基金會搗破陰謀而再度隱匿。於第5季第11集由於大量高層被殺和被捕而瓦解。
開羅事件
指安格斯、傑克和妮姬於數年前在埃及開羅執行的任務。安格斯在與恐怖份子的對峙中啟動了炸彈，迫使安格斯和傑克一同躲進石棺中避難。雖然兩人大難不死，但一同被活埋了約6小時。此後，傑克不敢靠近或踏足埃及和埃及周邊的國家，也害怕與埃及相關的文化產品，甚至至死也不向任何人談及此事。
車臣事件
傑克和瑪蒂爾達產生隔閡的原因，但除了地名外再無任何敘述。
47號文件(File 47)
於上世紀80至90年代，由海斯姊妹與外服部激進份子一同研究的計劃，內容包括一系列步驟，以天災人禍減少人口，並重組人類社會。由於內容被CIA視為恐怖行為，因而使參與計劃的外服部成員逐一被殺害。據格溫多琳所言，她被CIA設計空難，幸得法典會拯救而倖存，而其姊艾倫卻被政府所殺。

## 外部連結
- 官方网站
- 互联网电影数据库（IMDb）上《MacGyver》的资料（英文）